# Eurozona

Estados de la zona del euro (20)
Estados de la UE que tienen la obligación de unirse a la zona del euro (6)
Estados de la UE con una cláusula de exclusión (1)
Estados externos a la UE que utilizan el euro mediante un acuerdo (4)
Estados externos a la UE que utilizan el euro sin que medie un acuerdo (2)

La eurozona, denominada oficialmente zona del euro y llamada también zona euro, es el conjunto de Estados de la Unión (UE) que han eliminado sus monedas nacionales, adoptando el euro como moneda oficial (20 Estados) y estableciendo una política monetaria única, alcanzando así la tercera etapa de la Unión Económica y Monetaria (UEM). Seis Estados más están obligados por los Tratados, a unirse a la zona euro. Su creación data del 1 de enero de 1999. El Banco Central Europeo (BCE) es la institución responsable de la ejecución y gestión de la política monetaria de la eurozona y de dirigir el Eurosistema. La autoridad política reside en el Eurogrupo y en la Comisión Europea (CE).
La zona del euro se creó en 1999 y la compusieron once Estados fundadores: Alemania, Austria, Bélgica, España, Finlandia, Francia, Irlanda, Italia, Luxemburgo, Países Bajos y Portugal. Desde entonces, se han incorporado nueve Estados más: Grecia en 2001, Eslovenia en 2007, Malta y Chipre en 2008, Eslovaquia en 2009, Estonia en 2011, Letonia en 2014, Lituania en 2015 y Croacia en 2023. Bulgaria se convertirá el próximo 1 de enero de 2026 en el vigésimo primer país en adoptar el euro como moneda nacional.

## La zona euro y los demás Estados de la Unión Europea
El euro es utilizado en los 20 Estados de la Unión Europea que lo han adoptado (Alemania, Austria, Bélgica, Chipre, Croacia, Eslovaquia, Eslovenia, España, Estonia, Finlandia, Francia, Grecia, Irlanda, Italia, Letonia, Lituania, Luxemburgo, Malta, Países Bajos y Portugal). A dicho conjunto de países se le llama eurozona (o zona del euro). Hay que tener en cuenta que los departamentos de ultramar franceses de Guayana Francesa, Guadalupe, Martinica, Mayotte y Reunión así como la colectividad de ultramar francesa de San Martín pertenecen a la Unión Europea y tienen como moneda al euro.
Las colectividades de ultramar francesas de San Bartolomé y San Pedro y Miquelón, así como las Tierras Australes y Antárticas Francesas y la Isla Clipperton (estas dos últimas, deshabitadas), no pertenecen a la Unión Europea pero también tienen como moneda al euro.
Se espera que todos los Estados miembros de la Unión Europea salvo Dinamarca, que tiene una cláusula de exclusión, adopten el euro tan pronto cumplan los criterios de convergencia.
Los tratados no dicen nada sobre la cuestión de la posible salida de los Estados de la zona del euro. Del mismo modo no hay ninguna disposición para que un estado sea expulsado del euro. Algunos, sin embargo, como los Países Bajos, se han mostrado a favor de una disposición en este sentido en el caso de que un Estado de la zona del euro fuertemente endeudado se niegue a cumplir con la política de reforma económica de la Unión Europea.
| Eurozona                                                                                           | Eurozona            | Eurozona   | Eurozona    |
| -------------------------------------------------------------------------------------------------- | ------------------- | ---------- | ----------- |
| |                     |            |             |
| Estados que adoptaron el euro el 1 de enero de 1999                                                |                     |            |             |
| Estados                                                                                            | Estados             | PIB (PPA)  | Población   |
| Alemania                                                                                           | Alemania            | 5 269 963  | 81 802 000  |
| Austria                                                                                            | Austria             | 582 127    | 8 396 760   |
| Bélgica                                                                                            | Bélgica             | 715 658    | 10 827 519  |
| España                                                                                             | España              | 2 209 419  | 47 432 805  |
| Finlandia                                                                                          | Finlandia           | 321 233    | 5 377 000   |
| Francia                                                                                            | Francia             | 3 677 579  | 65 447 374  |
| Irlanda                                                                                            | Irlanda             | 633 533    | 4 470 700   |
| Italia                                                                                             | Italia              | 2 972 091  | 60 494 632  |
| Luxemburgo                                                                                         | Luxemburgo          | 90 532     | 502 100     |
| Mónaco                                                                                             | Mónaco              | 88 173     | 32 000      |
| Países Bajos                                                                                       | Países Bajos        | 658 228    | 16 638 200  |
| Portugal                                                                                           | Portugal            | 419 652    | 10 636 888  |
| San Marino                                                                                         | San Marino          | 1 109      | 26 400      |
| Ciudad del Vaticano                                                                                | Ciudad del Vaticano | 335        | 870         |
| Montenegro                                                                                         | Montenegro          | 829        | 606 677     |
| Kosovo                                                                                             | Kosovo              | 1 006      | 2 067 507   |
| |                     |            |             |
| Estados que adoptaron el euro con posterioridad (todos se adhieren el 1 de enero del año señalado) |                     |            |             |
| Estados                                                                                            | Estados             | PIB (PPA)  | Población   |
| Grecia                                                                                             | 2001                | 341 688    | 11 306 183  |
| Eslovenia                                                                                          | 2007                | 59 316     | 2 059 510   |
| Chipre                                                                                             | 2008                | 22 703     | 801 851     |
| Malta                                                                                              | 2008                | 9 806      | 416 333     |
| Eslovaquia                                                                                         | 2009                | 119 268    | 5 429 763   |
| Estonia                                                                                            | 2011                | 27 207     | 1 340 127   |
| Letonia                                                                                            | 2014                | 36 090     | 2 017 000   |
| Andorra                                                                                            | 2014                | 1 240      | 65 939      |
| Lituania                                                                                           | 2015                | 129 658    | 3 218 064   |
| Croacia                                                                                            | 2023                | 99 773     | 3 888 529   |
| Bulgaria                                                                                           | 2026                | 102 408    | 6 740 000   |
| Zona del euro                                                                                      | Zona del euro       | 12 288 554 | 324 114 529 |

## Administración y representación
La política monetaria de los países de la zona del euro es administrada por el Banco Central Europeo (BCE) y el Eurosistema, que comprende el BCE y los bancos centrales de los Estados de la Unión Europea que se han unido a la zona del euro. Los países de fuera de la zona del euro no están representados en estas instituciones. Cabe señalar que todos los Estados miembros de la Unión Europea forman parte del Sistema Europeo de Bancos Centrales (SEBC). Sin embargo, los Estados que no pertenecen a la Unión Europea no tienen voz en ninguna de estas tres instituciones aunque utilicen el euro y lo hagan a través de acuerdos monetarios, como es el caso de Andorra, Ciudad del Vaticano, Mónaco y San Marino. El BCE está facultado para autorizar el diseño y la impresión de los billetes en euros y el volumen acuñado de monedas de euro.
La zona del euro está representada políticamente por sus ministros de Finanzas, conocidos colectivamente como el Eurogrupo, y están presididos por un presidente, actualmente Paschal Donohoe. Los ministros de Finanzas de los Estados miembros de la zona del euro se reúnen un día antes de una reunión del Consejo de Asuntos Económicos y Financieros (Ecofin) del Consejo de la Unión Europea. El Grupo no es una formación oficial del Consejo, pero, cuando el Consejo ECOFIN completo vota sobre asuntos que solo afectan la zona del euro, solo los miembros del Eurogrupo están autorizados a votar.
En abril de 2008, el entonces presidente del Eurogrupo, Jean-Claude Juncker, sugirió que la zona del euro estuviera representada en el Fondo Monetario Internacional (FMI) como un bloque, en lugar de cada Estado miembro por separado.